# Ndong (Mfou)
Pour les articles homonymes, voir Ndong.
Ndong est une localité de la région du Centre au Cameroun, localisée dans la commune de Mfou et le département de la Méfou-et-Afamba.

## Population
En 1965, Ndong comptait 311 habitants, principalement des Bané.
Lors du recensement de 2005, ce nombre s'élevait à 341.